# باربرا آدم
باربرا آدم (بالإنجليزية: Barbara Adam)‏ هي كاتِبة بريطانية، ولدت في 3 مايو 1945.